# 多寄站
多寄站（日语：／ Tayoro eki */?）是北海道旅客鐵道（JR北海道）宗谷本線沿線車站之一，位於北海道士別市多寄町。車站編號為W44。電報略號為タヨ。
名稱源於阿伊努語的「tay-oro-oma-pet」，意思是樹林中的河流。

## 歷史
- 1903年（明治36年）9月3日 - 北海道官設鐵道（日语：北海道官設鉄道）之車站啟用。
- 1905年（明治38年）4月1日 - 由日本國有鐵道接管。
- 1982年（昭和57年）11月15日 - 廢止貨物裝卸。
- 1984年（昭和59年）2月1日 - 取消行李處理。
- 1986年（昭和61年）11月1日 - 成為無人站。
- 1987年（昭和62年）4月1日 - 正式民營化並進行分割，車站劃歸由JR北海道繼承。
- 1988年（昭和63年）11月28日 - 候車室改建。
- 1999年（平成11年）7月 - 往旭川方向向前移動20米。

## 車站構造
- 側式月台，1面1線；之前是相對式月台，2面2線，是為了讓貨運列車通過這站。
- 無人車站。
- 一間木造的候車室（1988年（昭和63年）11月28日設置）。

## 車站周邊
車站周圍有普通市鎮需要的基本設施，包括中小學、郵局、役場、出張所和商店等。
- 國道40號
- 士別市役所多寄分所
- 士別警署（日语：士別警察署）多寄分所
- 多寄郵局
- 北星信用金庫（日语：北星信用金庫）士別中央營業部多寄分所
- 北響農業協同組合（JA北響）多寄基幹分所
- 士別市立多寄診所
- 士別市立中多寄小學
- 士別市立多寄幼稚園
- 士別市立多寄小學
- 士別市立多寄中學
- 道央自動車道（建設中）
- 北海道道850號瑞生下士別線
- 北海道道888號東陽多寄線
- 日向溫泉
- 普利司通北海道車輛試驗場（多寄町35線東陽）
- 道北巴士（日语：道北バス）．士別軌道（日语：士別軌道）多寄巴士站

## 相鄰車站
北海道旅客鐵道（JR北海道）
■宗谷本線
快速「名寄4號」
士別（W42） ← 多寄（W44） ← 風連（W46）
普通
士別（W42）－多寄（W44）－（※）瑞穗（W45）
（※）一部分普通列車通過瑞穗站。

## 外部連結
- （日語）JR北海道 – 多寄站（页面存档备份，存于）
- （日語）全驛參觀之旅（页面存档备份，存于）